# Panópolis
|  |

Panópolis fue el nombre helenizado de la capital del nomo IX del Alto Egipto. 
Nombre egipcio: Ipu o Jent-Min. Nombre griego: Panópolis. Nombre copto: Shmin o Jmin. Nombre árabe: Ajmin (Akhmin). Situación: 26° 34′ N 31° 45′ E.
Su nombre griego proviene de la asimilación del dios griego Pan con el dios egipcio Min, venerado en la ciudad. 

## Historia
La ciudad de Ipu fue una de las más notables del Alto Egipto, con un importante templo dedicado al dios Min y a Repyt, del periodo grecorromano, mencionado por Heródoto en sus Historias. No queda casi nada de los templos pues fueron destruidos para construir diversas edificaciones durante los siglos siguientes.
En el periodo griego fue destacada por celebrarse los juegos gímnicos y por su templo de Perseo.
Durante los siglos IV y V fue un importante enclave copto, sede de obispos, donde abundaron monasterios y conventos. Aun quedan importantes vestigios. A principios del siglo XX, tenía unos 24 000 habitantes, y un tercio de esta población aun profesaba la religión cristiana copta.

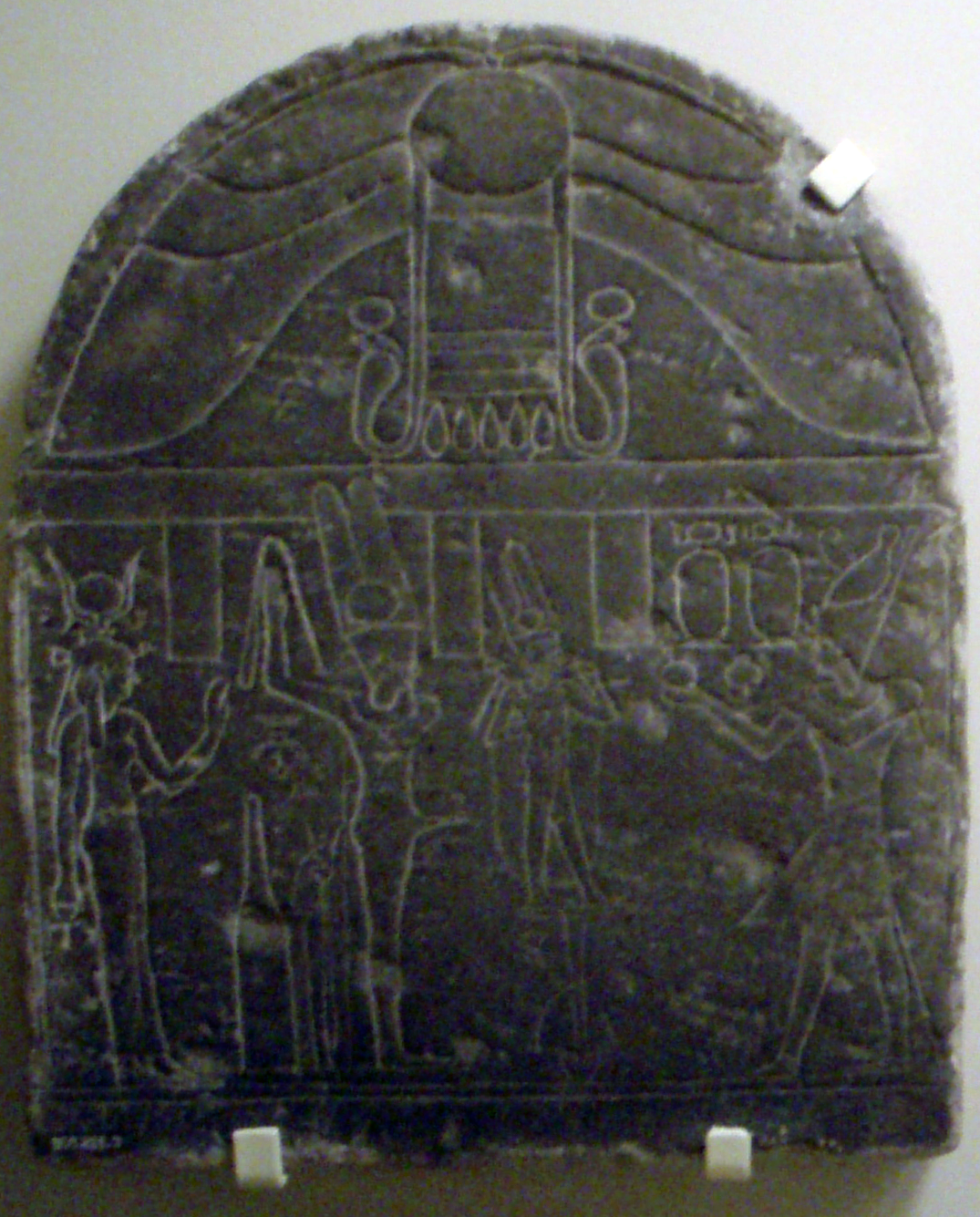
Estela oferente hallada en Ajmin. Royal Ontario Museum.

## Restos arqueológicos
Los templos del épocas antiguas fueron demolidos y utilizados para erigir monasterios, conventos y otras edificaciones, sobre todo durante la Edad Media. 
- Restos de un templo erigido por Ramsés II (en excavación)
- Varias tumbas excavadas en la roca (hipogeos)
- Numerosas inscripciones coptas
- Fragmentos del Libro de Enoc

En el museo al aire libre se encuentran:
- Una estatua de Meritamón, hija de Ramsés II
- Fragmentos de una estatua colosal de Ramsés II
- Varios grandes bloques inscritos, procedentes de Amarna